# Ferrovia Sacile-Pinzano
La ferrovia Sacile-Pinzano, detta anche "Pedemontana Friulana", è una linea ferroviaria italiana di proprietà statale, che unisce Sacile, sulla linea Venezia-Udine, a Pinzano al Tagliamento, sulla linea Gemona-Casarsa.
In seguito alla chiusura di quest'ultima linea nel tratto da Pinzano a Casarsa, il traffico ferroviario sulla Sacile-Pinzano è costituito da treni in servizio sulla relazione Sacile-Pinzano-Gemona.

## Storia
La linea, già progettata prima della prima guerra mondiale per motivi militari, a difesa del confine con l'Impero austro-ungarico, fu aperta all'esercizio il 28 ottobre 1930.
Il 6 luglio 2012, nei pressi della stazione di Meduno, si verificò lo sviamento di un treno a causa di una frana sulla sede ferroviaria. Di conseguenza, il servizio ferroviario fu sospeso e sostituito da un autoservizio.
Il 18 settembre dello stesso anno, l'assessore regionale del Friuli-Venezia Giulia ai trasporti, Riccardo Riccardi, dichiarò che era allo studio dell'amministrazione regionale una possibile gestione della linea da parte della Società Ferrovie Udine-Cividale.
Il 14 gennaio 2013, la Regione Autonoma Friuli-Venezia Giulia chiese formalmente il trasferimento della linea per gestirla autonomamente. Questa ipotesi venne però successivamente accantonata.
Il 7 ottobre 2016 la Regione Friuli Venezia Giulia, RFI e Fondazione FS annunciarono la riapertura della linea al termine dei lavori di ammodernamento che videro lo stanziamento di 17 milioni di euro da parte di RFI.
Il 2 agosto 2017, a seguito dell'approvazione al Senato della legge n. 128/17, la ferrovia è stata riconosciuta come ferrovia turistica.
Il 10 dicembre 2017 un primo treno storico gestito da Fondazione FS ha percorso la linea, partendo da Sacile e terminando a Maniago. A partire dal giorno successivo, con l'avvio dall'orario invernale 2017-2018 di Trenitalia, la linea risulta nuovamente percorsa da treni fino a Maniago.
Il 29 luglio 2018 un secondo convoglio storico, con partenza a Sacile e arrivo a Gemona, ha determinato la riapertura dell'intera linea ferroviaria; tuttavia nel tratto Maniago-Gemona la linea risulta aperta solo al transito di convogli turistici.
Il 16 settembre 2021 RFI e Regione Friuli Venezia Giulia hanno annunciato la riapertura al regolare traffico passeggeri per l'intera tratta entro il 2023, obiettivo poi posticipato entro il triennio 2024-2026.
Dal giugno 2025 sono in corso importanti lavori lungo l'intera linea e alle stazioni con lo scopo di riapertura totale al traffico passeggeri anche del tratto Maniago-Pinzano entro i primi mesi del 2026.

## Caratteristiche
| Continuation backward |

| Unknown route-map component "BHFSPLa" |

| Unknown route-map component "WCONTfaq" | Unknown route-map component "vWBRÜCKE1" | Unknown route-map component "WCONTgeq" |

| Unknown route-map component "CONTgq" | Unknown route-map component "vSTRr-SHI1r" |  |

| Stop on track |

| Unknown route-map component "SKRZ-G2+eBUE" |

| Station on track |

| Unknown route-map component "exCONTgq" | Unknown route-map component "eABZg+r" |  |

| Station on track |

| Unknown route-map component "eHST" |

| Station on track |

| Unknown route-map component "hKRZWae" |

| Station on track |

| Stop on track |

| Unknown route-map component "hKRZWae" |

| Station on track |

| Station on track |

| Unknown route-map component "eHST" |

| Unknown route-map component "hKRZWae" |

| Enter and exit short tunnel |

| Enter and exit short tunnel |

| Unknown route-map component "exCONTgq" | Unknown route-map component "eABZg+r" |  |

| Station on track |

| Continuation forward |

La linea è una ferrovia costituita da un binario semplice non elettrificato. Lo scartamento adottato è quello ordinario da 1435 mm.
La gestione dell'infrastruttura e degli impianti ferroviari è affidata a RFI, società del gruppo Ferrovie dello Stato, che qualifica la linea come complementare.

## Traffico
Il servizio passeggeri regionale è svolto da Trenitalia lungo la relazione Sacile-Maniago; tra Maniago e Pinzano è svolto con autocorse sostitutive in attesa della totale riattivazione prevista entro il 2023.
A causa della pandemia di COVID-19, i treni che percorrono la linea sono stati sostituiti da autoservizio fino al 13 settembre 2020 data dalla quale sono riprese le corse su ferro.